# Bernard Malgrange
Bernard Malgrange (Paris, 6 de julho de  1928 – 5 de janeiro de 2024) foi um matemático francês que trabalha com equações diferenciais e teoria da singularidade. Ele provou o teorema de Ehrenpreis–Malgrange e o teorema de preparação de Malgrange, essenciais para o teorema de classificação das catástrofes elementares de René Thom. Ele recebeu seu Ph.D. da Université Henri Poincaré (Nancy 1) em 1955. Seu orientador foi Laurent Schwartz. Foi eleito para a Académie des sciences em 1988. Em 2012 deu a Palestra Łojasiewicz (sobre "Grupos algébricos diferenciais") Universidade Jaguelônica em Cracóvia.
Foi palestrante plenário do Congresso Internacional de Matemáticos em Moscou (1966: Théorie Locale des Fonctions Différentiables).

## Obras
- Ideals of differentiable functions. Oxford University Press, 1966.
- Équations différentielles à coefficients polynomiaux. Birkhäuser, Progress in Mathematics, 1991.

## Morte
Bernard morreu no dia 5 de janeiro de 2024 aos 95 anos.